# Французская слобода (исторический район, Санкт-Петербург)
Французская слобода — исторический район Санкт-Петербурга. Слобода просуществовала несколько десятилетий, после чего в ходе дальнейшего развития города исчезла, не оставив о себе упоминаний в петербургской топонимике.
Слобода возникла около 1710 года и располагалась между современными 1 и 4 линиями Васильевского острова. Одноэтажные деревянные дома слободы были перенесены, так как их ряды не совпадали с границами запроектированных кварталов.

## История
Пётр I изначально задумывал сделать Васильевский остров центром новой столицы, поэтому именно на нём начал выделять участки для строительства домов дворянам, иностранцам и купцам. Выписанные из Франции и Германии ремесленники и художники поселились отдельной общиной, что и привело к образованию Французской слободы.
Многие французы приехали в Петербург во время активных гонений на гугенотов во Франции или после Французской революции.

## Известные жители слободы
- Луи Каравак[1]
- П. Дешизо (французский ботаник)
- Жан-Батист Леблон